# Санни, Олайинка
Олайинка Аджике Санни (англ. Olayinka Ajike Sanni; род. 21 августа 1986 года, Чикаго-Хайтс, штат Иллинойс, США) — американская профессиональная баскетболистка нигерийского происхождения, выступала в женской национальной баскетбольной ассоциации. Была выбрана на драфте ВНБА 2008 года во втором раунде под общим восемнадцатым номером командой «Детройт Шок». Играла на позиции тяжёлого форварда и центровой.

## Ранние годы
Олайинка Санни родилась 21 августа 1986 года в городе Чикаго-Хайтс (Иллинойс), училась немного северо-западнее, в деревне Флоссмур, в средней школе Хомвуд-Флоссмур, в которой выступала за местную баскетбольную команду.